# 藤原亜紀
藤原 亜紀（ふじわら あき、1989年10月14日 - ）は、日本の元女子バレーボール選手。

## 来歴
兵庫県宝塚市出身。2005年、大阪福島女子高校（現・好文学園女子高）に進学、全国私立高等学校男女バレーボール選手権大会などに出場した。
2008年4月、Vプレミアリーグのトヨタ車体クインシーズに入部。2008/09Vプレミアリーグのデンソー戦でデビューした。2011年12月の平成23年度皇后杯全日本バレーボール選手権大会では準優勝した。
2015年6月1日、トヨタ車体は藤原の退団を発表した。

## プレースタイル
最高到達点308cmとVプレミアリーグの出場選手の中でもトップクラスの高さから放つスパイクを武器に、苦しい流れを変える。主に途中交代での出場が多いが、ジャンプ力を生かした攻撃で勝利を呼び寄せる、スーパーサブの役割を果たす。

## 所属チーム
- 宝塚市立南ひばりガ丘中学校
- 大阪福島女子高校（現・好文学園女子高校）
- トヨタ車体クインシーズ（2008-2015年）